# Buena Vista (Alfajayucan)
Buena Vista es una localidad de México perteneciente al municipio de Alfajayucan en el estado de Hidalgo.

## Geografía
A la localidad le corresponden las coordenadas geográficas 20° 25’ 48.596” de latitud norte y 99° 25’ 9.671” de longitud oeste, con una altitud de 1905 m s. n. m. Se encuentra a una distancia aproximada de 7.77 kilómetros al noroeste de la cabecera municipal, Alfajayucan.
En cuanto a fisiografía, se encuentra dentro de la provincia del Eje Neovolcánico dentro de la subprovincia de Llanuras y Sierras de Querétaro e Hidalgo; su terreno es de lomerío y llanura. En lo que respecta a la hidrología se encuentra posicionado en la región Panuco, dentro de la cuenca del río Moctezuma, en la subcuenca del río Alfajayucan. Cuenta con un clima semiseco templado.

## Demografía
En 2010 registró una población de 67 personas, lo que corresponde al 0.35 % de la población municipal. De los cuales 33 son hombres y 34 son mujeres. Tiene 18 viviendas particulares habitadas.
| Gráfica de evolución demográfica de Buena Vista entre 1960 y 2020                                           |
| |
| Población de los censos y conteos del Instituto Nacional de Estadística y Geografía (INEGI) de 1960 a 2010. |

## Economía
La localidad tiene un grado de marginación alto y un grado de rezago social medio.